# Antrodia juniperina
Antrodia juniperina är en svampart som först beskrevs av William Alphonso Murrill, och fick sitt nu gällande namn av Niemelä & Ryvarden 1975. Antrodia juniperina ingår i släktet Antrodia och familjen Fomitopsidaceae.   Inga underarter finns listade i Catalogue of Life.